# HistoCast
HistoCast es un podcast español, dirigido y presentado por Gregorio Urquia, Goyix, que se graba con formato de tertulia y se emite quincenalmente. En él se tratan temas relacionados con la historia militar mundial de cualquier época. Con unas 23.000 descargas semanales ha sido citado como un pódcast excelente y extremadamente recomendable por el blog oficial del programa de radio La rosa de los vientos, dedicado a la historia. Fue premiado con los European Podcast Awards 2012 nacional y europeo en la categoría sin ánimo de lucro, con el Premio del Público al Mejor Podcast 2016 de ASESPOD, con el Premio iVoox de la Audiencia 2019 en la categoría de Historia y creencias, fue finalista de los premios Bitacoras.com 2013 en la categoría de Mejor Podcast y fue el segundo podcast más votado del Premio iVoox de la Audiencia 2018.
Se caracteriza por presentar la historia de una forma sencilla y coloquial sin que por ello pierda rigor y seriedad en los temas que tratan. Cada programa comienza con un indicativo radiofónico formado por la canción "On the edge" del grupo musical Ruin roads y la frase: "Esto es HistoCast. No es Esparta, pero casi". A continuación el presentador continúa relatando "No es..." incluyendo los lugares protagonistas de los temas a tratar, para terminar diciendo "pero de todos esos sitios vamos a hablar" y pasando a presentar a los participantes en la tertulia. Este formato de "tertulia entre amigos" y "orientación multimedia" se refuerza desde el inicio del programa ya que, aunque los intervinientes habituales tengan titulaciones académicas o sean escritores, siempre son presentados por sus nombres de pila y sus cuentas en Twitter.

## Idea e inicios
El germen del podcast se encuentra en la relación establecida entre algunos de los participantes a través de un popular foro de historia militar. A principios de 2012, uno de ellos participó por primera vez en un podcast con formato de tertulia y de temática deportiva llamado Voz Madridista. Esta experiencia fue considerada positiva y exportable para la temática histórica, por lo que les propuso la idea a otros dos compañeros del foro, naciendo así el grupo de fundadores de HistoCast. Posteriormente, las relaciones y confluencia de intereses conectó a otras amistades con los que en sus ratos de ocio debatían sobre distintos sucesos históricos a los que son aficionados, constituyendo el grupo inicial para el podcast.
Entre el 30 de enero y el 2 de febrero se grabó el primer programa y finalmente el 3 de febrero de 2012 se publicó a través de la plataforma iVoox.

## Desarrollo
HistoCast no contaba con página web y servidor propios, por lo que utilizó la plataforma iVoox para alojar los audios y llegar a los usuarios de Pc y Android, e iTunes para llegar a los usuarios de Apple. Inicialmente se optó por publicar semanalmente, todos los lunes a primera hora de la mañana, lo que contribuyó a la rápida expansión y difusión del podcast. Ante la buena aceptación, el equipo lanzó un sitio web propio y creó cuentas en redes sociales.

## Temporadas

### Primera temporada
La primera temporada se emite entre el 3 de febrero de 2012 y el 23 de julio de 2012 y se caracteriza porque los postcast tienen una periodicidad semanal y porque los 9 primeros incluyen al final una sección geopolítica sobre acontecimientos que eran actuales en el momento de la grabación.
El primer programa comienza con la presentación "Bienvenidos a HistoCast" sobre el tema "On the edge" del grupo musical Ruin roads. Entre el segundo y el cuarto programa se modifica la entrada y comienza con la frase "Esto es HistoCast" a modo de grito espartano, para a continuación pasar al tema musical que servirá de fondo para explicar el contenido del programa. Es en el quinto programa cuando se comienza a utilizar la entrada habitual que convertiría en el indicativo o lema del postcast HistoCast y que se mantiene hasta la actualidad.
El 9 de abril de 2013, durante la emisión del 10.º programa, se anuncia que la web de HistoCast está en funcionamiento.
La temporada finaliza con el capítulo 25, dejando el mes de agosto como periodo de descanso del podcast. No obstante y para no dejar sin programa al oyente, se publicaron semanalmente pequeños audios de menos de 20 minutos llamados EstíoCast, en los cuales se sustituye la entrada por "Esto es EstíoCast. No es HistoCast pero casi".

### Segunda temporada
La segunda temporada se emite entre el 3 de septiembre de 2012 y el 22 de julio de 2013. A fin de evitar el cansancio de los participantes y mantener la calidad, el equipo decide publicar los programas cada dos semanas a partir de esta temporada, manteniendo la misma hora y el lunes como día de emisión.
La temporada comienza con un episodio dedicado a Neil Armstrong titulado "La Carrera espacial" y se inicia con la cuenta atrás para la ignición del Apolo XI e incluye una decena más de audios provinientes de la NASA.
Durante esta segunda temporada, HistoCast recibió el reconocimiento de los European Podcast Award 2012 obteniendo los galardones nacional y europeo a la categoría sin ánimo de lucro. 
La temporada finalizó con el capítulo 49, descansando como el año anterior durante el mes de agosto salvo por la publicación semanal de los EstíoCast.

### Tercera temporada
La tercera temporada se emite desde el 2 de septiembre de 2013. Antes de comenzar la temporada, el equipo de HistoCast fue entrevistado por parte del podcast amateur La Órbita de Endor. En el programa hubo cambios en los medios técnicos y se inició una colaboración con Radio Podcastellano. Por el interés que suscitaban entre los oyentes se creó una nueva categoría de conferencias o presentaciones ajenas llamadas H files. Pero no fue la única novedad. En el mes de octubre de 2013 se grabó el primer programa en directo, un especial de Halloween, en el pub Sagasta28. El 28 de noviembre de 2013 se grabó y emitió en directo desde el Cuartel General de la Armada un programa dedicado a Blas de Lezo. El mismo mes quedó finalista de los Premios Bitácoras en la categoría de Mejor Podcast.

### Cuarta temporada
La cuarta temporada se emite desde el 1 de septiembre de 2014. En la madrugada del 28 de junio de 2014 llega al número 1 de podcast en iTunes en España. En septiembre entra entre los 21 podcast más votados por los oyentes para el premio ASESPOD al mejor podcast del público en 2014, quedando en el tercer lugar. Como novedad, el 20 de octubre de 2014 se creó un formato corto de temática variable pero relacionado con la Historia llamado BlitzoCast, con el objeto de cubrir junto a los H files los lunes en los que no hay programa principal de HistoCast. El 25 de octubre de 2014 realiza el primer directo durante unas Jornadas de Podcasting, que ese año acontecían en Barcelona y fue llevado a cabo en formato crossover junto a Zafarrancho Podcast y por elección del público tras votación en ASESPOD.

### Quinta temporada
La quinta temporada se emite desde el 7 de septiembre de 2015. En el mismo mes queda, por segundo año consecutivo, entre los 20 finalistas para el premio ASESPOD al mejor podcast para los oyentes en 2015, quedando en quinto puesto. El 15 de marzo de 2016 alcanza por segunda vez el número 1 de podcast en iTunes en España.

### Sexta temporada
La sexta temporada se emite desde el 5 de septiembre de 2016. En ese mismo mes quedó nominado, por tercera vez consecutiva, al mejor podcast para los oyentes, siendo esta vez sólo 11 finalistas. Finalmente, el 15 de octubre de 2016 durante las Jornadas de Podcasting 2016 celebradas en Málaga, HistoCast fue reconocido por ASESPOD con el Premio del Público al Mejor Podcast 2016.

### Séptima temporada
La séptima temporada se emite desde el 4 de septiembre de 2017. Comenzó a admitir el micromecenazgo de los oyentes, primero a través de Patreon y más tarde a través de iVoox, premiándoles con un nuevo formato mensual llamado Los violentos de Goyix. Por cuarta vez consecutiva, quedó nominado al Premio ASESPOD al mejor podcast para los oyentes en 2017, quedando en cuarto puesto entre los 12 finalistas. Por segunda vez grabó un directo, esta vez a petición de la organización, en las Jornadas de Podcasting, celebradas en Alicante en 2017. El 22 de marzo de 2018 en el Congreso de los Diputados de España, durante la Sesión n.º 16 de la Comisión de Cultura de la Legislatura XII, HistoCast fue mencionado por el diputado Guillermo Díaz quedando registrado en el diario de sesiones.

### Octava temporada
La octava temporada se emite desde el 3 de septiembre de 2018. En la I Edición del Premio iVoox de la Audiencia, fue el segundo podcast más votado con 2931 votos. De nuevo fue nominado, por quinta vez consecutiva, al Premio ASESPOD al mejor podcast para los oyentes en 2018, quedando en tercera posición entre 11 finalistas. Por invitación del podcast La Voz de Horus y junto al mismo, realizaron por tercera vez un directo en las Jornadas de Podcasting, que en 2018 se celebraron en Madrid. El 21 de noviembre de 2018 grabó un programa en el Congreso de los Diputados a invitación de este, para celebrar el 40.º aniversario de la Constitución Española de 1978 y como parte dichas celebraciones.

### Novena temporada
La novena temporada se emite desde el 2 de septiembre de 2019. De nuevo fue nominado, por sexta vez consecutiva, al Premio ASESPOD al mejor podcast para los oyentes en 2019, quedando en cuarta posición entre 12 finalistas. En la II Edición del Premio iVoox de la Audiencia, fue el ganador de la categoría Historia y creencias, que fue otorgado durante los PodcastDays 2019.

## Formato y medios técnicos
HistoCast utiliza música bajo la licencia Creative Commons y de la misma manera ha licenciado sus programas. Los programas no son grabados en directo y tampoco son presenciales debido a la dispersión geográfica de sus componentes. Para solventarlo los componentes utilizan Skype para poder comunicarse en grupo y Voicemeeter para grabar las tertulias o bien sólo TeamSpeak para comunicarse y grabar. En ambos casos se emplea Audacity para editar los episodios.

## Premios y reconocimientos
- Premio al mejor podcast Non Profit (sin ánimo de lucro) de España en los European Podcast Awards 2012[2]
- Premio al mejor podcast Non Profit de Europa en los European Podcast Awards 2012[3]
- Finalista en la categoría mejor podcast, en los IX Premios Bitacoras.com del año 2013.[9]
- Número 1 de podcast en iTunes el 28 de junio de 2015.
- Número 1 de podcast en iTunes el 15 de marzo de 2016.[13]
- Premio del Público al Mejor Podcast 2016 de ASESPOD.[4]
- Segundo podcast más votado en el Premio iVoox de la Audiencia 2018.[7]
- Premio iVoox de la Audiencia 2019 en la categoría Historia y creencias.[5]